# Fledermauspapageien
Die Fledermauspapageien (Loriculus) sind eine Gattung kleiner, zierlicher Papageien, die von Südindien und Sri Lanka bis nach Neuguinea leben. Die Vögel erreichen eine Gesamtlänge von 12 bis 13 Zentimetern. Ihr Gefieder ist vor allem leuchtend grün. Sie sind damit, mit Ausnahme der Spechtpapageien (Micropsitta), die kleinsten Papageien. Unterschiedliche Kopffärbungen unterscheiden die Arten.
Ihren deutschen Namen haben sie von ihrer Angewohnheit, kopfüber hängend zu schlafen, eine Ruhestellung, die von kaum einer anderen Vogelart bekannt ist. Wie die Agaporniden tragen sie ihr Nestbaumaterial zwischen das Bürzelgefieder gesteckt zum Nest. Fledermauspapageien ernähren sich hauptsächlich von Blüten, Nektar und Pollen.

## Arten
- Goldstirnpapageichen (Loriculus aurantiifrons)
- Zierpapageichen (Loriculus amabilis)
- Ceylonpapageichen (Loriculus beryllinus)
- Camiguinpapageichen (Loriculus camiguinensis)
- Rotsteißpapageichen (Loriculus catamene)
- Däumlingspapageichen (Loriculus exilis)
- Florespapageichen (Loriculus flosculus)
- Blaukronenpapageichen (Loriculus galgulus)
- Philippinenpapageichen (Loriculus philippensis)
  - Cebu-Fledermauspapageichen (Loriculus philippensis chrysonotus) †
- Elfenpapageichen (Loriculus pusillus)
- Sulapapageichen Loriculus sclateri
- Rotplättchen (Loriculus stigmatus)
- Bismarckpapageichen (Loriculus tener)
- Frühlingspapageichen (Loriculus vernalis)